# Гилмор, Артис
А́ртис Ги́лмор (англ. Artis Gilmore; родился 21 сентября 1949 года в Чипли, штат Флорида, США) — американский профессиональный баскетболист, выступавший в Американской баскетбольной ассоциации (АБА) и Национальной баскетбольной ассоциации (НБА), член Зала славы баскетбола с 2011 года. За время своих выступлений в АБА становился чемпионом, новичком года, MVP сезона, а также со своего дебютного сезона он входил исключительно в первую сборную всех звёзд и вызывался на матч всех звёзд пять раз подряд до слияния лиги с НБА. Является одним из лидеров лиг по общему количеству набранных очков, подборов и блок-шотов, а также продолжает держать рекорд по проценту попадания с игры за карьеру с показателем 58,2% в АБА и 59,9% в НБА. Помимо этого отличался своей неподверженностью к травмам и, начиная со своего первого матча в АБА, сыграл во всех без исключения играх своих команд до сезона 1979/80, доведя этот показатель до 670 игр.

## Ранние годы и колледж
Артис родился в небольшом городке штата Флорида Чипли, округ Вашингтон населением около 5 000 человек. Он был одним из 10 детей в семье, а отец Гилмора, работав рыбаком не мог обеспечить их нормальное проживание. Маленький Артис и его братья и сёстры часто нуждались в еде, школьной одежде и принадлежностях, которыми регулярно менялись. Но, несмотря на это, родители сделали всё возможное для хорошего обучения своих наследников.
После школы Артис Гилмор поступает в Университет Гарднера—Уэбба в Дотане, штат Алабама, где быстро показывает свои баскетбольные умения и после двух лет переезжает ближе к семье на стипендию Университета Джэксонвилла. В новой университетской команде Гилмор сразу стал лидером и вёл её к чемпионству NCAA, но проиграл в финале 1970 года УКЛА Брюинз знаменитого Джона Вудена. Также Артису принадлежит рекорд в 22,7 подбора в среднем за матч на протяжении сезона NCAA, который до сих пор не побит.
На драфте НБА Гилмора выбрали сразу две команды: «Чикаго Буллз» с НБА и «Кентукки Колонелс» с АБА. Артис мог рассматривать предложения обеих команд и в итоге подписал 10-летний контракт на 2,5 млн долларов с последними.

## Профессиональная карьера

### АБА
Гилмор был выбран командой «Кентукки Колонелс» на драфте  Американской баскетбольной ассоциации 1971 года и командой «Чикаго Буллз» на драфте НБА 1971 года. Подписав на то время рекордный контракт АБА, Гилмор закончил сезон 1971/72 с наградами Новичок года и MVP АБА, а также со средними 23,8 очка, 17,8 подбора и рекордными 5 блок-шотами за игру, что было доказательством его ощутимого доминирования на своей позиции. За следующие четыре года в «Кентукки Колонелс» Гилмор принял участие во всех Матчах всех звёзд, включался в общую и защитные сборные всех звёзд четыре раза подряд и выиграл чемпионство АБА 1975 года, став при этом самым ценным игроком плей-офф. За время своих выступлений в «Колонелс» Артис установил такие рекорды АБА, которые остались за ним навечно: количество блок-шотов (1634), количество блок-шотов за сезон (422) и количество подборов в одной игре (40).

### НБА
После прекращения существования АБА, четыре клуба лиги слились с НБА, а остальные  расформировались. Клубы НБА могли подписать игроков на специальном драфте, предназначенном для распределения новых свободных агентов и «Чикаго Буллз» выбрали Гилмора под первым номером, заплатив компенсацию его предыдущему клубу в размере 1,1 млн долларов.
За шесть сезонов в Чикаго Гилмор имел в лиге больше достойных соперников и всё же четыре раза вызывался на Матч всех звёзд НБА и однажды входил в защитную сборную всех звёзд НБА. После этого его обменяли в «Сан-Антонио Спёрс», в составе которых продолжил показывать приличные результаты и ещё дважды участвовал в Матче всех звёзд. После пяти неполных сезонов Артис Гилмор на закате карьеры возвращается в «Чикаго Буллз» на половину сезона, следующий 1988/89 начинает в составе «Бостон Селтикс». Завершает карьеру Гилмор в Европе в итальянском Аримо в 40-летнем возрасте.

### Зал славы
12 августа 2011 года Артиса Гилмора избрали в Зал славы баскетбола вместе с Терезой Эдвардс, Крисом Маллином, Арвидасом Сабонисом, Деннисом Родманом и другими.

## Личная жизнь
В 1972 году Гилмор женился на своей возлюбленной по колледжу Эноле Гэй. У них родилось пятеро детей.
В 2007 году Гилмор занял должность специального помощника президента «Университета Джексонвилла» и выполнял различные функции по связям с общественностью.

## Статистика

### Статистика в НБА
| Сезон                                                                                    | Команда     | Регулярный сезон | Регулярный сезон | Регулярный сезон | Регулярный сезон | Регулярный сезон | Регулярный сезон | Регулярный сезон | Регулярный сезон | Регулярный сезон | Регулярный сезон | Регулярный сезон | Серия плей-офф | Серия плей-офф | Серия плей-офф | Серия плей-офф | Серия плей-офф | Серия плей-офф | Серия плей-офф | Серия плей-офф | Серия плей-офф | Серия плей-офф | Серия плей-офф |
| Сезон                                                                                    | Команда     | GP               | GS               | MPG              | FG%              | 3P%              | FT%              | RPG              | APG              | SPG              | BPG              | PPG              | GP             | GS             | MPG            | FG%            | 3P%            | FT%            | RPG            | APG            | SPG            | BPG            | PPG            |
| ---------------------------------------------------------------------------------------- | ----------- | ---------------- | ---------------- | ---------------- | ---------------- | ---------------- | ---------------- | ---------------- | ---------------- | ---------------- | ---------------- | ---------------- | -------------- | -------------- | -------------- | -------------- | -------------- | -------------- | -------------- | -------------- | -------------- | -------------- | -------------- |
| 1976/77                                                                                  | Чикаго      | 82               |                  | 35,1             | 52,2             |                  | 66,0             | 13,0             | 2,4              | 0,5              | 2,5              | 18,6             | 3              |                | 42,0           | 47,5           |                | 78,3           | 13,0           | 2,0            | 1,0            | 2,7            | 18,7           |
| 1977/78                                                                                  | Чикаго      | 82               |                  | 37,4             | 55,9             |                  | 70,4             | 13,1             | 3,2              | 0,5              | 2,2              | 22,9             | Не участвовал  | Не участвовал  | Не участвовал  | Не участвовал  | Не участвовал  | Не участвовал  | Не участвовал  | Не участвовал  | Не участвовал  | Не участвовал  | Не участвовал  |
| 1978/79                                                                                  | Чикаго      | 82               |                  | 39,8             | 57,5             |                  | 73,9             | 12,7             | 3,3              | 0,6              | 1,9              | 23,7             | Не участвовал  | Не участвовал  | Не участвовал  | Не участвовал  | Не участвовал  | Не участвовал  | Не участвовал  | Не участвовал  | Не участвовал  | Не участвовал  | Не участвовал  |
| 1979/80                                                                                  | Чикаго      | 48               |                  | 32,7             | 59,5             | -                | 71,2             | 9,0              | 2,8              | 0,6              | 1,2              | 17,8             | Не участвовал  | Не участвовал  | Не участвовал  | Не участвовал  | Не участвовал  | Не участвовал  | Не участвовал  | Не участвовал  | Не участвовал  | Не участвовал  | Не участвовал  |
| 1980/81                                                                                  | Чикаго      | 82               |                  | 34,5             | 67,0             | -                | 70,5             | 10,1             | 2,1              | 0,6              | 2,4              | 17,9             | 6              |                | 41,2           | 58,3           | -              | 69,1           | 11,2           | 2,0            | 1,0            | 2,8            | 18,0           |
| 1981/82                                                                                  | Чикаго      | 82               | 82               | 34,1             | 65,2             | 100,0            | 76,8             | 10,2             | 1,7              | 0,6              | 2,7              | 18,5             | Не участвовал  | Не участвовал  | Не участвовал  | Не участвовал  | Не участвовал  | Не участвовал  | Не участвовал  | Не участвовал  | Не участвовал  | Не участвовал  | Не участвовал  |
| 1982/83                                                                                  | Сан-Антонио | 82               | 82               | 34,1             | 62,6             | 0,0              | 74,0             | 12,0             | 1,5              | 0,5              | 2,3              | 18,0             | 11             | 0              | 36,5           | 57,6           | -              | 69,6           | 12,9           | 1,6            | 0,8            | 3,1            | 16,7           |
| 1983/84                                                                                  | Сан-Антонио | 64               | 59               | 31,8             | 63,1             | 0,0              | 71,8             | 10,3             | 1,1              | 0,6              | 2,1              | 15,3             | Не участвовал  | Не участвовал  | Не участвовал  | Не участвовал  | Не участвовал  | Не участвовал  | Не участвовал  | Не участвовал  | Не участвовал  | Не участвовал  | Не участвовал  |
| 1984/85                                                                                  | Сан-Антонио | 81               | 81               | 34,0             | 62,3             | 0,0              | 74,9             | 10,4             | 1,6              | 0,5              | 2,1              | 19,1             | 5              | 5              | 37,0           | 55,8           | -              | 68,9           | 10,0           | 1,4            | 0,4            | 1,4            | 17,8           |
| 1985/86                                                                                  | Сан-Антонио | 71               | 71               | 33,7             | 61,8             | 0,0              | 70,3             | 8,5              | 1,4              | 0,5              | 1,5              | 16,7             | 3              | 3              | 35,7           | 66,7           | -              | 57,1           | 6,0            | 1,0            | 2,3            | 0,3            | 13,3           |
| 1986/87                                                                                  | Сан-Антонио | 82               | 74               | 29,3             | 59,7             | -                | 68,0             | 7,1              | 1,8              | 0,5              | 1,2              | 11,4             | Не участвовал  | Не участвовал  | Не участвовал  | Не участвовал  | Не участвовал  | Не участвовал  | Не участвовал  | Не участвовал  | Не участвовал  | Не участвовал  | Не участвовал  |
| 1987/88                                                                                  | Чикаго      | 24               | 22               | 15,5             | 51,3             | -                | 51,4             | 2,6              | 0,4              | 0,2              | 0,5              | 4,2              | Не участвовал  | Не участвовал  | Не участвовал  | Не участвовал  | Не участвовал  | Не участвовал  | Не участвовал  | Не участвовал  | Не участвовал  | Не участвовал  | Не участвовал  |
| 1987/88                                                                                  | Бостон      | 47               | 4                | 11,1             | 57,4             | -                | 52,7             | 3,1              | 0,3              | 0,2              | 0,4              | 3,5              | 14             | 0              | 6,1            | 50,0           | -              | 50,0           | 1,4            | 0,1            | 0,0            | 0,3            | 1,1            |
|                                                                                          | Всего       | 909              | 475              | 32,7             | 59,9             | 7,7              | 71,3             | 10,1             | 2,0              | 0,5              | 1,9              | 17,1             | 42             | 8              | 27,4           | 56,6           | -              | 68,0           | 8,0            | 1,1            | 0,6            | 1,7            | 11,7           |
| Наведите курсор мыши на аббревиатуры в заголовке таблицы, чтобы прочесть их расшифровку. |             |                  |                  |                  |                  |                  |                  |                  |                  |                  |                  |                  |                |                |                |                |                |                |                |                |                |                |                |